# جامعة كولورادو (كولورادو سبرينغز)
جامعة كولورادو في كولورادو سبرينغز واختصارها (UCCS) هي جامعة بحثية عامة ومقرها كولورادو سبرينغز، كولورادو.  تُعد فرعًا من جامعة كولورادو التي لها 4 مناطق (حرم جامعي).
اعتبارًا من خريف 2023، كان لدى الجامعة أكثر من 11,431 طالبًا، بما في ذلك 9,540 طالبًا جامعيًا و1,891 طالب دراسات عليا. وهي مصنفة ضمن "جامعات الدكتوراه - نشاط بحثي مرتفع". 

## أبرز الطلبة والخريجين والموظفين
- ماكس هارون - بطل التزلج الفني على الجليد في الولايات المتحدة لعام 2013
- جايسون براون - بطل الولايات المتحدة الوطني في التزلج الفني على الجليد لعام 2015 والحاصل على الميدالية البرونزية الأولمبية
- جون هيرينجتون (بكالوريوس في الرياضيات، 1983) - أول أمريكي أصلي يذهب إلى الفضاء، على متن مكوك الفضاء إنديفور في عام 2002
- شارلي مينكين (مواليد 1981)، لاعب جودو أولمبي
- ميراي ناجاسو - بطلة التزلج على الجليد الوطنية الأمريكية لعام 2008 والأولمبياد 2010
- راكيل بنينجتون - مقاتلة محترفة في الفنون القتالية المختلطة ، تتنافس في قسم وزن الديك في يو إف سي [7]
- ديريك وايت - لاعب كرة سلة

## وصلات خارجية
- الموقع الرسمي